# Eusebio Unzué
Eusebio Unzué Labiano (Orkoien, 26 febbraio 1955) è un dirigente sportivo spagnolo, general manager della squadra ciclistica professionistica Movistar Team.

## Carriera
Dopo aver corso nelle categorie giovanili, dal 1970 al 1973, con la Irurzungo-Nuevo Legarra, iniziò giovanissimo già nel 1974 la carriera di direttore sportivo nel team Reynolds, prima per la formazione juniores (fino al 1976) e poi per quella dilettantistica (fino al 1983). In seguito, nel 1984, passò al ciclismo professionista con la stessa Reynolds, divenuta nel 1990 Banesto, nel 2001 iBanesto.com, nel 2004 Illes Balears, nel 2006 Caisse d'Epargne e infine nel 2011 Movistar.
Figura storica del ciclismo spagnolo e internazionale, in quaranta stagioni nel professionismo ha guidato al successo campioni del calibro di Miguel Indurain, Pedro Delgado, Abraham Olano, José María Jiménez, Óscar Pereiro, Alejandro Valverde e Nairo Quintana. Ciclisti diretti da Unzué hanno vinto centinaia di corse, tra cui sette Tour de France (cinque dei quali consecutivi, dal 1991 al 1995, con Indurain), tre Giri d'Italia e tre Vuelta a España.
Fratello dell'ex calciatore Juan Carlos Unzué, è sposato e padre di due figli.